# Scaphoideus rubranotum
Scaphoideus rubranotum är en insektsart som beskrevs av Delong 1939. Scaphoideus rubranotum ingår i släktet Scaphoideus och familjen dvärgstritar. Inga underarter finns listade i Catalogue of Life.